# Catedral de Coventry
La catedral de Coventry, també coneguda amb el nom de catedral de Sant Miquel, és la seu del bisbat de Coventry i de la diòcesi de Coventry (diòcesi anglicana), i es troba a la ciutat del seu mateix nom, al comtat de West Midlands, a Anglaterra (Regne Unit).
La ciutat de Coventry ha tingut al llarg de la seva història 3 catedrals. La primera era la de Santa Maria, 1 priorat, de la qual únicament subsisteixen actualment algunes ruïnes. La segona va ser la de Sant Miquel, una església anglicana, que ha rebut la denominació de catedral. D'aquesta catedral únicament subsisteix l'estructura exterior, ja que va resultar afectada pels bombardejos de la Luftwaffe durant l'anomenat blitz (els bombardejos durant la batalla d'Anglaterra) de la Segona Guerra Mundial. La tercera és la nova catedral de Sant Miquel construïda després de la destrucció de l'anterior.

## El priorat de Santa Maria
La primera catedral de Coventry va ser el priorat de Santa Maria. La catedral va conservar aquesta categoria entre 1095 i 1102, quan el bisbe Robert de Limesey va transferir la seu del bisbat des de Lichfield a Coventry. El 1539 la seu episcopal va ser víctima de la dissolució dels monestirs a Anglaterra ordenada pel rei Enric VIII.
Fins a 1095, només era un petit monestir benedictí, que havia estat construït el 1043 amb fons aportats pel comte Leofric i per lady Godiva. Arran d'un conjunt de transformacions dutes a terme a l'edifici fins al segle xiii, va emergir a la llum una catedral amb una longitud de 130 m, que incloïa importants edificacions annexes. El comte Leofric va ser probablement inhumat a l'església original saxona de Coventry. Per la seva banda, alguns escrits permeten afirmar que Godiva va ser probablement enterrada a l'abadia d'Evesham, al costat del seu confessor, el prior Aefic.

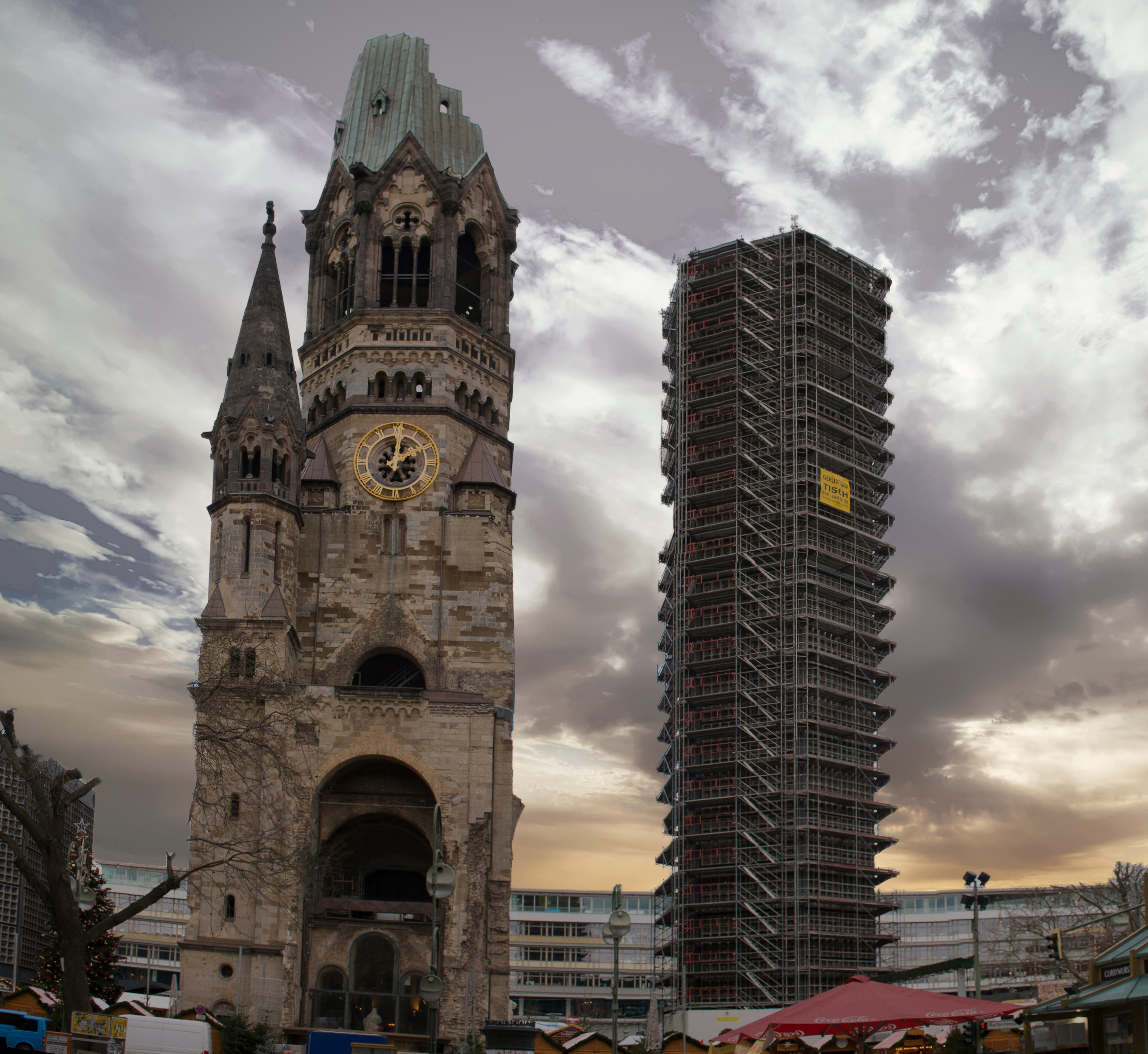
Església Memorial Kaiser Wilhelm, Berlín

## La catedral de Sant Miquel

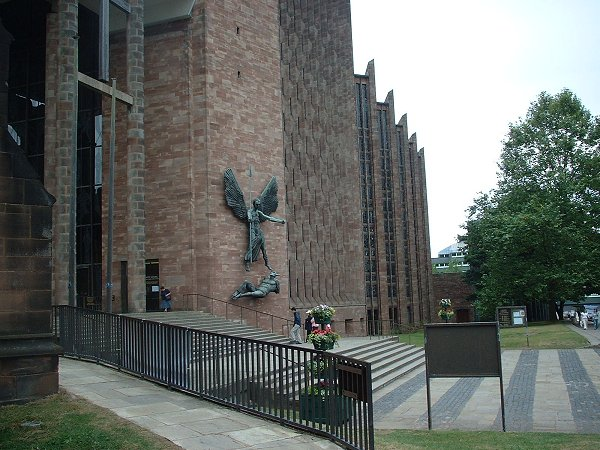
Exterior de la catedral nova.

### Primer edifici

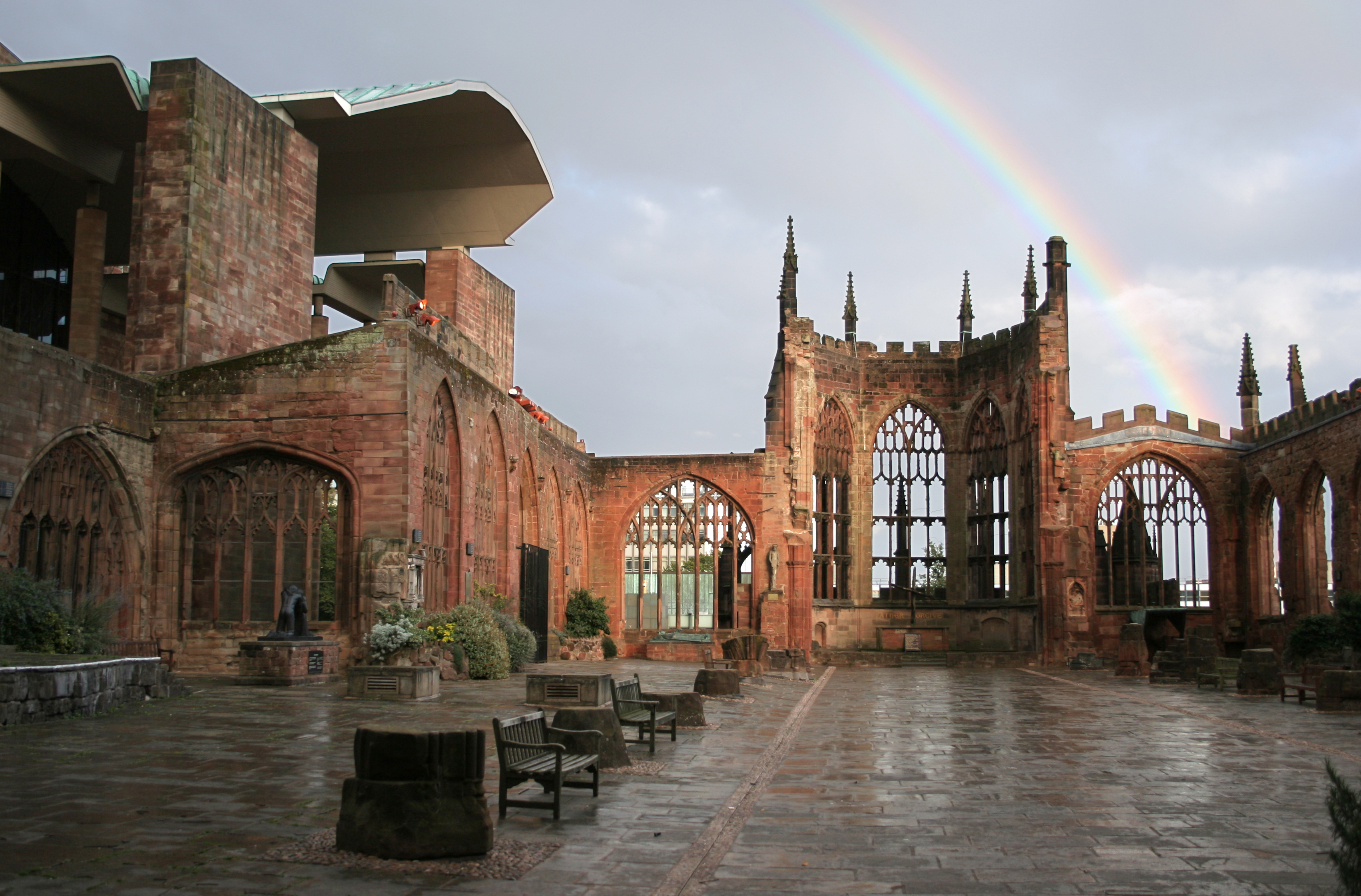
Les ruïnes desproveïdes de sostre de l'antiga catedral.

L'església de Sant Miquel va ser en la seva major part construïda entre finals del segle XIV i principis del segle xv, i era l'església més gran parroquial d'Anglaterra fins a l'any 1918, en què va accedir a la categoria de catedral en ser creada la diòcesi de Coventry. Aquest edifici catedralici està actualment en ruïnes després d'haver estat objecte d'un bombardeig per part de la Luftwaffe alemanya el 14 de novembre de 1940, durant la batalla d'Anglaterra, a la Segona Guerra Mundial. Els únics vestigis que van sobreviure al bombardeig van ser el mur exterior i la torre. Cal destacar que les ruïnes de la catedral segueixen sent considerades com a terrenys consagrats.
Una creu elaborada amb claus de l'antiga catedral va ser oferta a l'Església Memorial Kaiser-Wilhelm (Kaiser-Wilhelm-Gedächtniskirche), a la ciutat alemanya de Berlín, que va ser per la seva banda destruïda durant els bombardejos Aliats. Aquesta creu es conserva com a vestigi al costat d'un edifici més modern. Una còpia de la Madonna de Stalingrad, dibuixada el 1942 per Kurt Reuber a Stalingrad (avui anomenada Volgograd) està exposada a les catedrals de cadascuna de les tres ciutats esmentades com a símbol de reconciliació entre els tres països, per sobre de la guerra que els va enfrontar. La creu ha estat igualment portada per tots els vaixells de guerra britànics que han portat el nom de HMS Coventry.

### L'edifici actual
La nova catedral de Sant Miquel ha estat construïda al costat de les ruïnes de l'antiga, a partir d'un projecte arquitectònic de Basil Spence and Arup, i està classificada com a Monument per part de les autoritats britàniques competents.
Basil Spence (qui més tard seria ennoblit per aquest treball) va insistir especialment en què en lloc de reconstruir l'antiga catedral aquesta havia de ser conservada en ruïnes com a jardí del record. La nova catedral havia de ser construïda braç a braç amb l'anterior, de manera que es creés un únic conjunt. El 1950 s'havia organitzat un concurs obert de projectes, i el de Spence va ser seleccionat entre els més de dos-cents projectes presentats al concurs.

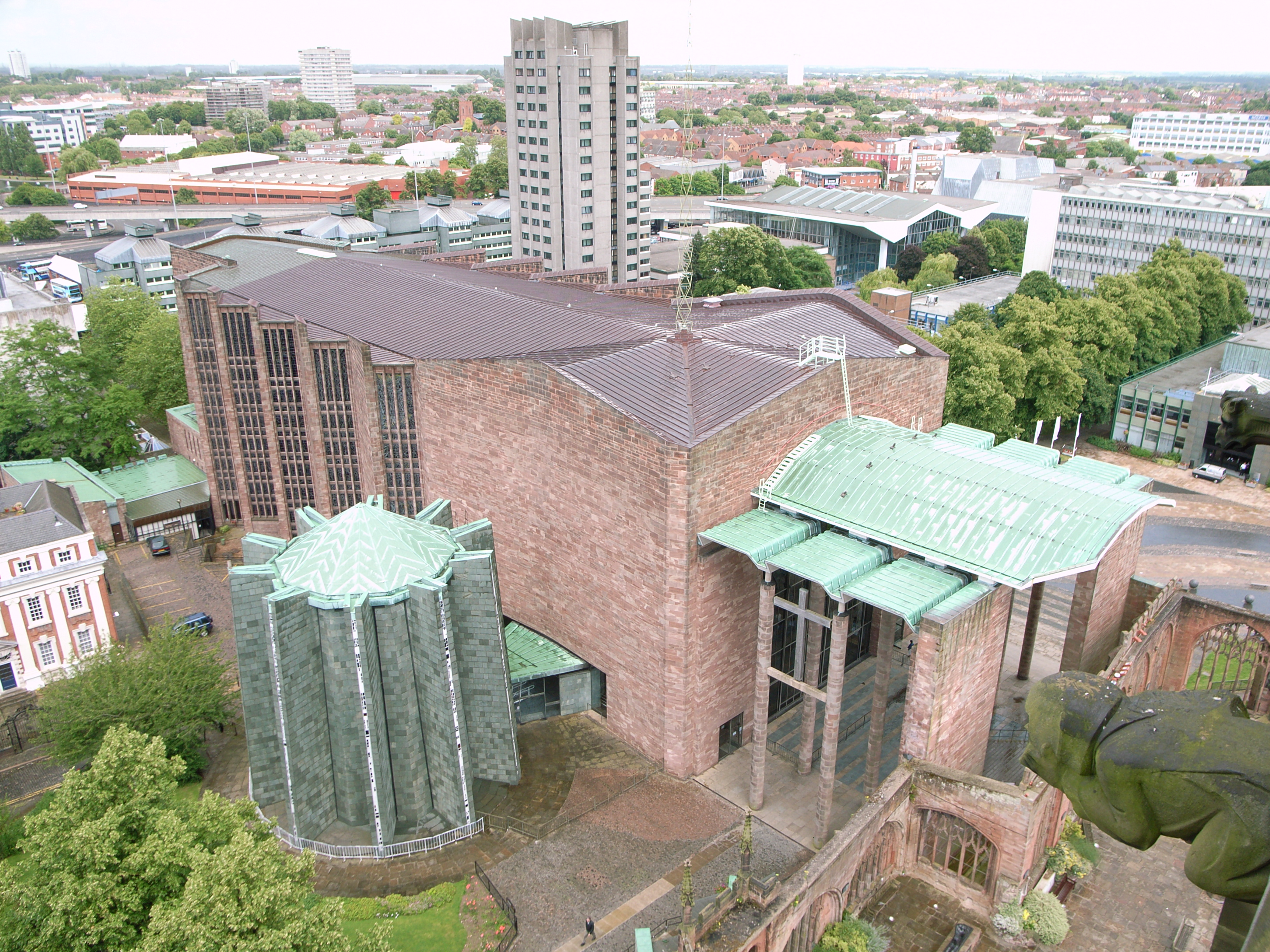
La catedral nova. A la cantonada inferior dreta es veuen les ruïnes de l'antiga catedral.

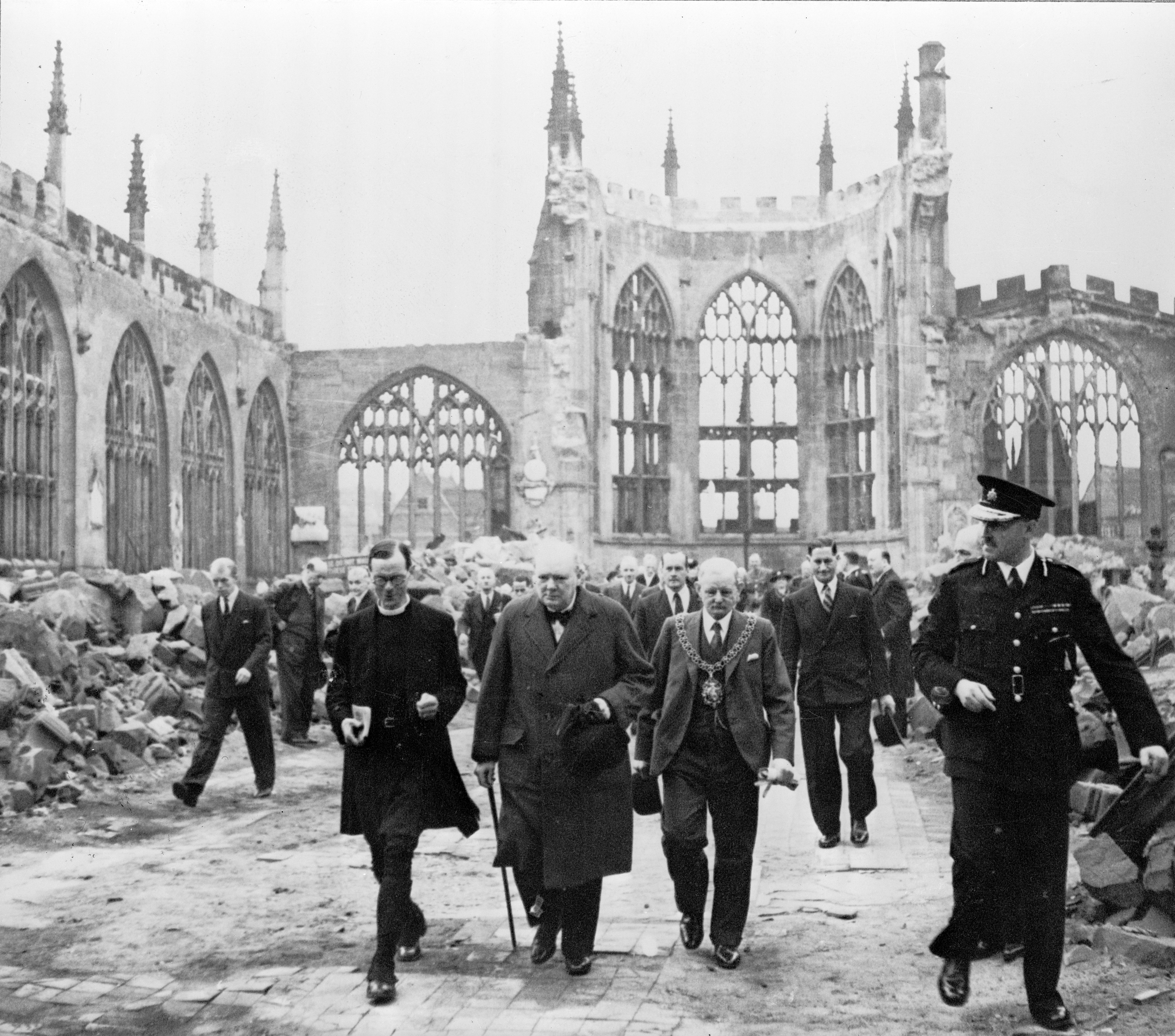
Winston Churchill visita les ruïnes de l'antiga catedral després del bombardeig.

El 23 de març de 1956, la reina d'Anglaterra Isabel II va col·locar la primera pedra de la nova catedral, que va ser consagrada el 25 de maig de 1962, exactament el mateix dia en què ho va ser la nova església Kaiser-Wilhelm-Gedächtniskirche. El War Requiem de Benjamin Britten, que havia estat compost per a l'ocasió, hi va ser interpretat per primera vegada el 30 maig per realçar la consagració.
Com la seva contrapartida alemanya a Berlín, la seva concepció moderna va suscitar immediatament controvèrsies, però des que va ser oberta al públic va esdevenir ràpidament un important símbol de reconciliació a l'Anglaterra de la postguerra.
La seva agulla, gens convencional, va haver de ser col·locada en el seu lloc per mitjà d'un helicòpter, sobre una plataforma. L'interior de la catedral és conegut pel seu gran tapís representant a Jesucrist, concebut per Graham Sutherland, i pel vitrall abstracte del seu baptisteri, una creació de John Piper. Aquesta vidriera està formada per 195 panells que van des del blanc fins als colors més profunds. La resta de finestrals de vidre fumat, creació de Keith New, són generalment considerats com menys assolits.
També és de destacar el gran finestral occidental, que es coneix com a Screen of Saints and Angels. Es tracta d'una creació de John Hutton, en estil expressionista, gravada directament en el vidre. Malgrat la seva denominació de gran finestral occidental es troba a l'oest litúrgic en relació amb l'altar, que tradicionalment se situa a l'extremitat est. En l'actual catedral de Coventry, l'altar es troba en l'extremitat nord.

## Creu de claus
La creu de claus va ser creada per un sacerdot a la catedral de Coventry després que aquesta catedral quedés destruïda durant els bombardejos de la Segona Guerra Mundial. Hi havia trobat dos fragments de fusta, i va construir amb ells una senzilla creu. La creu de claus s'ha convertit posteriorment en un símbol de pau i de reconciliació a tot el món. Existeixen doncs a tot el món Centres de la Creu de Claus, incloent-hi especialment el Coventry Blue Coat Church.